# Joseph Bottum (écrivain)
Pour les articles homonymes, voir Joseph Bottum.
Joseph Henry Bottum (né le 30 avril 1959 à Vermillion dans le Dakota du Sud) est un écrivain américain, surtout connu pour ses écrits sur la littérature, la religion américaine et la politique néoconservatrice. 
En faisant références à ses poèmes, histoires courtes, travaux scientifiques, critiques littéraires, et de nombreuses autres formes de commentaires, la critique Mary Eberstadt  a écrit dans la National Review en 2014 que «son nom serait obligatoire sur toute liste objective et restreinte d'intellectuels publics des États-Unis.
En mai 2017, Joseph Bottum et la Dakota State University (en) ont annoncé  qu'il prendrait un poste à l'Université de Madison, dans le Dakota du Sud.

## Essais
Le livre de Bottum de 2014 An Anxious Age: The Post-Protestant Ethic and the Spirit of America soutient que les membres de la classe d'élite de la nation sont les héritiers spirituels du courant principal du protestantisme et que cette classe a triomphé des catholiques et des évangéliques dans les guerres culturelles. Passant en revue le livre pour The American Interest, le chroniqueur David Goldman écrit : « Joseph Bottum est peut-être le meilleur écrivain américain sur la religion. Dans The Week, Michael Brendan Dougherty compare le livre aux travaux de James Burnham, Daniel Bell et Christopher Lasch, suggérant « avec la publication de An Anxious Age, je me demande si ces premiers penseurs n'ont pas tous été dépassés ».

## Publications
- David Gelernter and the Life of the Mind / Essay: [by] Joseph Bottum on the politics of intellect (The Washington Free Beacon, January 20, 2017)[8]
- An Anxious Age: The Post-Protestant Ethic and the Spirit of America, Image/Random House, 2014, 320 p. (ISBN 978-0385518819)
- The Christmas Plains (Image/Random House, 2012)
- The Second Spring: Words Into Music, Music Into Words (St. Augustine's Press, 2011)
- (co-editor) The Pius War: Responses to the Critics of Pius XII (Lexington Books, 2004)
- The Fall & Other Poems (St. Augustine's Press, 2001)
- Nativity: A Christmas Tale (Kindle, 2013)
- Wise Guy: A Christmas Tale (Kindle, 2012)
- The Summer of 43: R.A. Dickey's Knuckleball and the Redemption of America's Game (Kindle Single e-book, 2012)
- The Gospel According to Tim (Kindle, 2012)
- Pulp & Prejudice: Essays in Search of Books, Culture, and God (Amazon e-book, 2011)
- Dakota Christmas (Kindle, 2011)